# 曾瑞棻
曾瑞棻（？—？），字绥臣。清朝政治人物、進士出身。
清朝光绪二十四年，登戊戌科进士二甲九十四名，同年五月，以主事分部学习，官至吏部主事。